# 撒瑪利亞基金
撒瑪利亞基金（英文：Samaritan Fund）是一個由香港政府成立的信託基金，於1950年經立法局決議以信託形式設立。基金的資金來由私人捐款，由醫院管理局管理。
成立基金的目標是要向有需要的病人提供金錢資助，確保市民不會因為經濟問題，而得不到適當的醫療服務。
2008年，香港政府在財政預算案中建議向撒瑪利亞基金注資10億港元，向有經濟困難的病人提供資助。此建議在2012年增加至100億元。